# 錦町 (立川市)
錦町（にしきちょう）は、東京都立川市の町名。現行行政地名は錦町一丁目から錦町六丁目。郵便番号は190-0022。

## 地理
立川市の南東部に位置する。北は曙町、東は羽衣町および国立市青柳ならびに谷保、南は日野市日野、西は柴崎町に隣接する。町内は住宅地と商業地が混在している。

### 地価
住宅地の地価は2017年（平成29年）の公示地価によれば錦町1-20-10の地点で32万4000円/m2となっている。

## 歴史

### 治安・風紀の維持
2012年、東京都は錦町一丁目および二丁目を都迷惑防止条例に基づき、客引きやスカウトのみならず、それらを行うために待機する行為なども禁止する区域に指定した。
さらに2019年には同じく錦町一丁目および二丁目を暴力団排除条例に基づき、暴力団排除特別強化地域に指定した。地域内では暴力団と飲食店等との間で、みかじめ料のやりとりや便宜供与などが禁止され、違反者は支払った側であっても懲役1年以下または罰金50万円以下の罰則が科される。

## 世帯数と人口
2018年（平成30年）1月1日現在の世帯数と人口は以下の通りである。
| 丁目       | 世帯数    | 人口     |
| ---------- | --------- | -------- |
| 錦町一丁目 | 3,147世帯 | 5,095人  |
| 錦町二丁目 | 1,375世帯 | 2,369人  |
| 錦町三丁目 | 1,112世帯 | 1,972人  |
| 錦町四丁目 | 577世帯   | 1,098人  |
| 錦町五丁目 | 1,072世帯 | 2,381人  |
| 錦町六丁目 | 2,345世帯 | 4,488人  |
| 計         | 9,628世帯 | 17,403人 |

## 小・中学校の学区
市立小・中学校に通う場合、学区は以下の通りとなる。
| 丁目       | 番地 | 小学校             | 中学校                 |
| ---------- | ---- | ------------------ | ---------------------- |
| 錦町一丁目 | 全域 | 立川市立第三小学校 | 立川市立立川第三中学校 |
| 錦町二丁目 | 全域 | 立川市立第七小学校 | 立川市立立川第三中学校 |
| 錦町三丁目 | 全域 | 立川市立第三小学校 | 立川市立立川第三中学校 |
| 錦町四丁目 | 全域 | 立川市立第三小学校 | 立川市立立川第三中学校 |
| 錦町五丁目 | 全域 | 立川市立第七小学校 | 立川市立立川第三中学校 |
| 錦町六丁目 | 全域 | 立川市立第三小学校 | 立川市立立川第三中学校 |

## 交通
鉄道
- 東日本旅客鉄道（JR東日本）
  - 中央本線・青梅線：立川駅
  - 南武線：西国立駅

立川駅構内の東端部が錦町にかかっており、かつては東立川駅があったとされる。
道路
- 東京都道256号八王子国立線（旧国道20号）（甲州街道）
- 東京都道16号立川所沢線　立川通り
- 東京都道29号立川青梅線（奥多摩街道）
- 東京都道145号立川国分寺線

## 施設
行政
- 東京都立川合同庁舎
- 立川市役所錦連絡所
- 立川市子ども未来センター
- 立川市市民会館（たましんRISURUホール）
- 立川市錦学習館
- 立川市錦図書館
- 旧東京都立多摩図書館（東京都立多摩社会教育会館2016年12月閉館に伴い、国分寺市へ移転）
- 立川市錦町下水処理場
- 日本年金機構立川年金事務所

教育
- 小学校
  - 立川市立第三小学校
  - 立川市立第七小学校

- 高校
  - 東京都立立川高等学校

- 朝鮮学校
  - 西東京朝鮮第一初中級学校

病院
- 健生会ふれあい相互病院
- 国家公務員共済組合連合会立川病院

商業
- ウインズ立川

公園
- 立川公園
  - 野球場（コトブキヤスタジアム）